# Áramirányító
Az áramirányító olyan elektromos berendezés vagy alkatrész, amely az elektromos áram frekvenciáját változtatja. Az átalakítást forgógépekkel, gáztöltésű csövek vagy félvezető elemek (dióda, tranzisztorok, tirisztorok) segítségével végzi.
Az áramirányítók az erősáramú elektronika fontos berendezései.
Teljesítménytartományuk néhány wattól néhány száz MW-ig terjed.

## Főbb típusai
- egyenirányító
- egyenáramú szaggató
- váltakozóáramú szaggató
- frekvenciaátalakító